# IC 4648
IC 4648 је двојна звијезда у сазвјежђу Херкул која се налази на листи објеката дубоког неба у Индекс каталогу.
Деклинација објекта је + 43° 51' 45" а ректасцензија 17h 16m 10,3s.